# Quilogram per metre cúbic
El quilogram per metre cúbic és la unitat del SI per a la densitat i es representa per kg/m³ on kg és el símbol de quilogram i m³ el de metre cúbic. La densitat de l'aigua és d'uns 1.000 kg/m³ (i pren exactament aquest valor a 277 K), donat que un metre cúbic d'aigua pesa cap a una tona.
El gram per centímetre cúbic (símbol g/cm³) és una altra unitat per a mesurar la densitat que utilitza el gram (g) en lloc del quilogram i el centímetre cúbic (cm³) en lloc del metre cúbic. És la unitat de densitat del sistema CGS.
Per a convertir g/cm³ en kg/m³, cal multiplicar per 1.000 (o dividir per 1.000 per a fer l'operació inversa).
Un gram per litre és igual a un quilogram per metre cúbic o a un gram per decímetre cúbic.